# Tonem
Ein Tonem ist eine abstrakte Zusammenfassung all der Tonphänomene, die von den Sprechern einer Sprache und ihren Zuhörern als gleich verstanden werden, unabhängig von ihrer konkreten Realisierung, etwa leise oder laut gesprochen, von einer Männer-, Frauenstimme oder Kinderstimme, selbst wenn dadurch etwa die absolute Tonhöhe individuell sehr unterschiedlich ausfallen kann.
In den tonalen Sprachen werden phonologisch unterschiedliche Tonbewegungen oder unterschiedliche Tonhöhen benutzt, um Wörter, Silben usw. zu unterscheiden. Die wissenschaftliche Bezeichnung Tonem wird verwendet, um diese unterschiedlichen Tonphänomene zu bezeichnen, eine Wortbildung, die sich an die ähnlichen Begriffe „Phonem“ und „Chronem“ anlehnt.
In allen tonalen Sprache ist zu beobachten, dass Toneme lediglich über relative Tonhöhen (bei Registertonsprachen), oder über einen relativen Tonverlauf (bei Konturtonsprachen) definierbar sind.
Gelegentlich treten, ganz wie bei Allophonen, auch Allotone auf, das sind klanglich klar unterschiedene Töne oder Tonverläufe, die aber keine Bedeutungsunterscheidung bei Wörtern in der jeweiligen Sprache bewirken.
In aller Regel verfügen Sprachen nur über eine recht geringe Anzahl Toneme, kaum mehr als zehn. Das Mandarin in China zum Beispiel kennt vier, die nach ihrem zeitlichen Verlauf als flach, steigend, fallend-steigend, und fallend bezeichnet werden. Das Vietnamesische hat sechs Toneme, wenn man die Glottalisierung (Knarrstimme) mitzählt.
Die limburgischen und die ripuarischen Sprachen im Westen Deutschlands und Nordosten Belgiens und Südosten der Niederlande, besitzen, wie auch der sogenannte rheinische Regiolekt neben unbetont zwei Toneme, die unterschiedlich bezeichnet werden, etwa als Stoßton und Schleifton. Keine europäische Sprache hat mehr als zwei Toneme, die meisten besitzen keines.